# Северный, Альберт Эдуардович
Альберт Эдуардович Северный (20.08.1935-25.06.2014) — российский учёный в области эксплуатации, ремонта и хранения с.-х. техники, член-корреспондент РАСХН (1999).

## Биография
Родился в г. Джетыгор Кустанайской области. Окончил Московский институт механизации и электрификации сельского хозяйства (1958).
В 1958—1962 гг. старший инженер-инспектор Госсельтехнадзора, главный инженер Гусевской РТС, участковый механик управления механизации № 3 треста «Строймеханизация», инженер-конструктор завода им. Дзержинского, г. Гусь-Хрустальный.
С 1962 г. во Всесоюзном (Всероссийском) н.-и. технологическом институте ремонта и эксплуатации машинно-тракторного парка (ГОСНИТИ): аспирант, старший инженер, старший научный сотрудник, с 1973 зав. лабораторией, с 1988 первый заместитель директора.
Автор научного направления в области оценки основных разрушающих факторов и их влияния на долговечность деталей и узлов с.-х. техники, технологических основ обеспечения сохранности с.-х. техники в процессе ее производства, эксплуатации и хранения.
Доктор технических наук (1989), профессор (1993), член-корреспондент РАСХН (1999).
Заслуженный деятель науки Российской Федерации (1995). Награждён орденом «Знак Почёта» (1981), золотой и 2 серебряными медалями ВДНХ, 1-й премией Всесоюзного химического общества им. Д. И. Менделеева.
Автор (соавтор) более 200 научных трудов, в том числе около 100 книг и брошюр. Получил 36 авторских свидетельств и 5 патентов на изобретения.
Публикации:
- Окраска сельскохозяйственной техники при ремонте / соавт.: В. Е. Ромашов, В. П. Четыркин. — М.: Колос, 1978. — 192 c.
- Справочник по хранению сельскохозяйственной техники / соавт.: А.Ф. Пацкалев, А.Л. Новиков. — М.: Колос, 1984. — 223 с.
- Современный машинный двор хозяйства / соавт.: Е.А. Пучин, А.А. Мельников; ГОСНИТИ. — М., 1991. — 193 c.
- Сохраняемость и защита от коррозии сельскохозяйственной техники / ГОСНИТИ. — М., 1993. — 233 с.
- Научные основы технической эксплуатации сельскохозяйственных машин / соавт.: В.И. Черноиванов и др. — М., 1996. — 360 с.
- Техническая эксплуатация машин в фермерских хозяйствах: справ. / соавт.: И.Г. Голубев и др. — М.: Изд-во Информагротех, 1997. — 292 с.
- Машинно-технологические станции в АПК / соавт.: В.И. Черноиванов и др.; ГОСНИТИ. — М., 1999. — 402 c.
- Обеспечение безопасности при техническом сервисе сельскохозяйственной техники / соавт.: А.В. Колчин и др. - М.: Росинформагротех, 2001. - 408 с.
- Ресурсосбережение при технической эксплуатации сельскохозяйственной техники: в 2 ч. / соавт.: В.И. Черноиванов и др.; ГОСНИТИ. - М.: Росинформагротех, 2002. - 418 с.
- Справочник инженера по техническому сервису машин и оборудования в АПК / соавт.: Д.С. Буклагин и др. - М.: Росинформагротех, 2003. - 604 с.
- Модернизация - основа повышения технического уровня эксплуатируемых машин и оборудования / соавт.: В.И. Черноиванов и др. - М.: Росинформагротех, 2004. - 467 с.
- Избранные публикации. - М.: ГОСНИТИ, 2005. - 352 с.
- Практикум по хранению и защите от коррозии сельскохозяйственной техники: учеб.-метод. рекомендации.- М.: Росинформагротех, 2009. - 163 с.